# 艾德·马基
愛德華·約翰·｢艾德｣·馬基（英語：Edward John "Ed" Markey、1946年7月11日—），是一位美國民主黨政治人物，從1976年至2013年擔任馬薩諸塞州第七國會區代表，自2005年成為麻薩諸塞州聯邦參議院議員。他在美国参议院的2013年特别选举擊敗共和黨候選人加布里埃爾·E·戈麥斯成為繼莫·科文後新任州聯邦參議員。
馬基於2007年至2011年擔任眾議院能源獨立委員會主席。2013年，約翰·克里被任命為美國國務卿後，他參與了2013年的參議院選舉。2014年，馬基在參議院當選。馬基是馬薩諸塞州國會代表團團長。
2020年馬基在麻薩諸塞州選區的美國參議院選舉民主黨提名初選擊敗了喬·甘迺迪三世的主要挑戰，並在2020年11月再次當選參議員。

## 延伸閱讀
- Background and collected news at The Washington Post
- 美國國會國家人物傳記大辭典中的傳記
- 由華盛頓郵報維護的投票記錄
- 智慧投票计划中的傳記、投票紀錄及利益集團評級
- Congressional profile at GovTrack
- Congressional profile at OpenCongress
- Issue positions and quotes at On the Issues
- Financial information at OpenSecrets.org
- Staff salaries, trips and personal finance at LegiStorm.com
- 聯邦選舉委員會中的競選財務報告和數據
- Appearances on C-SPAN programs
- 查理·羅斯訪談錄上的出場
- 網路電影資料庫上的亮相頁面
- Collected news and commentary at The New York Times
- Works by or about 艾德·马基 in libraries (WorldCat catalog)
- Profile at Ballotpedia
- YouTube上的Ed Markey speaks on Second Life to delegates during OneClimate's Virtual Bali event in December 2007

## 外部連結
- 艾德·马基 （页面存档备份，存于）參議院官方網站
- 艾德·马基參議員競選網站 （页面存档备份，存于）
- 中的“艾德·马基”

| 美国众议院               | 美国众议院                                                          | 美国众议院             |
| ------------------------ | ------------------------------------------------------------------- | ---------------------- |
| 前任者： 托伯特·麥克唐納 | 麻薩諸塞州第七國會選區 眾議院議員 1976年－2013年                    | 繼任者： 邁克·卡普阿諾 |
| 前任者： 尼基·聰格斯     | 麻薩諸塞州第五國會選區 眾議院議員 2013年                            | 繼任者： 凱瑟琳·克拉克 |
| 新頭銜                   | 眾議院能源獨立委員會主席 2007年－2011年                             | 委員會取消             |
| 政党职务                 |                                                                     |                        |
| 前任者： 约翰·克里       | 美國參議員麻薩諸塞州民主黨被提名人 （第2類） 2013年、2014年、2020年 | 最新的                 |
| 美国参议院               |                                                                     |                        |
| 前任者： 莫·科文         | 麻薩諸塞州第2類參議員 2013年－ 與伊莉莎白·華倫同時在任              | 現任                   |
| 美國排位名單             |                                                                     |                        |
| 前任者： 德布·菲舍尔     | 美國參議員資歷 第54位                                               | 繼任者： 柯瑞·布克     |